# Vlag van Albuquerque

Vlag van Albuquerque

De vlag van Albuquerque werd voor het eerst gehesen op 21 juni 1968. Het is de officiële vlag van de Amerikaanse stad Albuquerque.
Het ontwerp is een rood veld met gele elementen (een Zia-zonnesymbool met het nummer "1706" in het midden, het woord "Albuquerque" cursief gedrukt net onder het zonnesymbool en een vliegende dondervogel in het kanton).
De vlag van Albuquerque keert de kleuren van de vlag van New Mexico om, met gele elementen op een rood veld. Het centrale element op beide vlaggen is het Zia-zonnesymbool, dat staat voor het spirituele belang van de zon en het heilige getal vier in de cultuur van het Zia-volk. De stralen van het Zia-symbool vertegenwoordigen de vier windrichtingen, vier seizoenen, vier tijden van de dag en vier levensfasen. In het midden van het Zia-symbool staat het stichtingsjaar van de stad, 1706, en daaronder staat de naam "Albuquerque" in Spaans gotisch schrift. Linksboven staat een gestileerd vogelsymbool, bestaande uit een gestroomlijnde bom over en loodrecht op een maansikkel, "ter erkenning van de bijdragen van Albuquerque aan het nucleaire en ruimtetijdperk".